# 神の国発言
神の国発言（かみのくにはつげん）は、2000年5月15日、神道政治連盟国会議員懇談会において森喜朗内閣総理大臣（当時）が行った挨拶の中に含まれていた「日本の国、まさに天皇を中心としている神の国であるぞということを国民の皆さんにしっかりと承知して戴く、そのために我々（＝神政連関係議員）が頑張って来た」という発言。

## 概要
この時、神道政治連盟の会長は綿貫民輔が務めていた。しかし、当時は前首相の小渕恵三が病死した直後のことであり、その通夜で綿貫は出席することができなかった。そのため、急遽役員であった森が出席し、挨拶を行った。
この発言に対し、自治労や連合、左派労組など、およびそれらの団体を支持母体とする民主党などから激しい反発が起きた。また、朝日新聞や毎日新聞、産経新聞などのマスコミからは「国民主権や政教分離に反するものではないか」「戦前の軍国主義を思い起こさせる」などの批判が連日行われ、世間の注目するところとなった。他にも、一国の総理がこのような宗教関連団体である神道政治連盟の集会に出席すること自体への批判もあった。

### 批判
当時の報道機関各社は一斉に森首相の発言を批判する立場に立っていたが、後には産経新聞や朝日新聞など各社が「批判は挨拶文の一部だけを意図的に抜き出して曲解した不当なものである」とした記事や投稿文を掲載することもあった。
森首相は5月16日午後、首相記者団に対して次のように述べた。
翌5月17日は参議院本会議が開催される日であったが、答弁に先立ち記者団には次のように強調したという。
一部世論の反発や与党公明党・創価学会による懸念の高まりを受け、森は続いて同年5月26日に再び釈明会見を行った。その際首相官邸記者クラブの会員記者（NHK所属とされる）が首相側近宛てに記者会見の対策文書（指南書）を作ったことが直後に明らかになった。新聞倫理綱領制定時に発覚したこともあり、問題視された。
一方、野党4党は5月16日に国会対策委員長会談を開き、結束して森内閣を退陣に追い込む方針を決定した。

2000年4月5日に就任した森首相は、この発言などから急速に内閣支持率を落とした。その後、6月2日に森首相は衆議院を解散。6月25日の第42回衆議院議員総選挙投票日までの間、この発言や「無党派層は投票日当日寝ていてくれればいいが」という発言、さらに五人組による総理・総裁選出の経緯など、森の首相としての資質が盛んに論じられたため、当該解散を神の国解散と呼ぶことが定着した。

### 評価
一方で評価する声もあった。
- 加地伸行は、その編著作である『日本は「神の国」ではないのですか』において、森の発言に関連して、日本は古代から「天皇を中心とする神（々）の国」であったことは否定できないとし、ヒステリックに騒いだり、歪曲した報道を繰り広げたとして、マスコミを批判している[6]。加地伸行は、「日本においては、神道は決して特定の宗教ではない。」とし、特定宗教の「神」ではなく、「日本人としての多神教意識」を「自分の心に宿る文化」として捉えていると主張している[7]。
- 佐伯彰一は、「今回の発言を憲法的、あるいは政治的な解釈から『天皇を絶対君主視した発言』ととらえるのは誤りではないか。むしろ日本人の心情を素直に、それだけやや言葉足らずのまま表現しようとした発言ととらえるのが自然な気がする。」と評している[8]。
- 小林よしのりは、「神々の国」と言えば何ら問題はなかったと評している[要出典]。

## 「神の国発言」の全文
2000年5月15日、神道政治連盟国会議員懇談会結成三十周年記念祝賀会における森の発言

## 類似した発言
- 武部勤による発言（2005年12月5日、水戸市で開かれた自民党茨城県連会長山口武平主催の会合で）